# Denison (Teksas)
Denison je grad u američkoj saveznoj državi Teksas. Prema popisu stanovništva iz 2010. u njemu je živjelo 22.682 stanovnika.